# بدر الدين بوعناني
بدر الدين بوعناني (مواليد 8 ديسمبر 2004)، لاعب كرة قدم محترف في مركز مهاجم في نادي نيس. ولد في فرنسا ويلعب مع المنتخب الجزائري.

## مسيرته

### مع الأندية
ولد بوعناني في ليل بفرنسا، وبدأ مساره الكروي مع فريق رونشين المحلي قبل أن ينضم إلى نادي ليل في عام 2011. بعد أن تقدم في صفوف الشباب، تم تسميته من قبل صحيفة الغارديان الإنجليزية كواحد من أفضل اللاعبين الذين ولدوا في عام 2004 في جميع أنحاء العالم في أكتوبر 2021. خلال الفترة التي قضاها مع ليل، كان يُنظر إليه على أنه أفضل لاعب يتخرّح من خلال أكاديميتهم منذ إدين هازارد.
في أبريل 2022، ترددت شائعات بأن بوعناني سيوقع مع نيس عندما ينتهي عقده مع ليل. في يوليو من العام نفسه، انتقل إلى نيس.

### المسار الدولي
مثل بوعناني فرنسا في الفئات السنية (تحت 16 سنة وتحت 18 سنة وتحت 19 سنة).
هو من أصل جزائري، وبعد تسجيله لصالح فرنسا تحت 18 سنة في المباراة التي فازت فيها فرنسا 3-2 على الجزائر، أثار الجدل بقوله "أنا جزائري"، رغم أنه قرر تمثيل فرنسا على مستوى الشباب. منذ هذه الملاحظة اختار المنتخب الجزائري وتم استدعاؤه للمنتخب الرئيسي في مارس 2023.
ظهر لأول مرة مع الجزائر في 23 مارس 2023، وقدم تمريرة حاسمة لرياض محرز في هدف الفوز 2-1 على النيجر، ضمن تصفيات كأس الأمم الإفريقية 2023.

## إحصائيات

### النادي
آخر تحديث 28 يناير 2023.
| النادي  | الموسم    | الدوري                        | الدوري    | الدوري  | الكأس     | الكأس   | اخرى      | اخرى    | المجموع   | المجموع |
| النادي  | الموسم    | الدرجة                        | المشاركات | الأهداف | المشاركات | الأهداف | المشاركات | الأهداف | المشاركات | الأهداف |
| ------- | --------- | ----------------------------- | --------- | ------- | --------- | ------- | --------- | ------- | --------- | ------- |
| ليل 2   | 2021 - 22 | الدوري الفرنسي الدرجة الخامسة | 8         | 2       | -         | -       | 0         | 0       | 8         | 2       |
| نيس 2   | 2022 - 23 | الدوري الفرنسي الدرجة الخامسة | 5         | 4       | -         | -       | 0         | 0       | 5         | 4       |
| نيس     | 2022 - 23 | الدوري الفرنسي                | 7         | 0       | 1         | 0       | 0         | 0       | 3         | 0       |
| المجموع | المجموع   | المجموع                       | 15        | 6       | 1         | 0       | 0         | 0       | 16        | 6       |

ملاحظات
1. ↑  المشاركات في كأس فرنسا

## روابط خارجية
- بدر الدين بوعناني على موقع الاتحاد الأوربي (الإنجليزية)
- بدر الدين بوعناني على موقع قاعدة بيانات كرة القدم.إي يو (الإنجليزية)
- بدر الدين بوعناني على موقع ليكيب (الفرنسية)
- بدر الدين بوعناني على موقع ناشيونال فوتبول تيمز (الإنجليزية)
- بدر الدين بوعناني على موقع Soccerway.com (الإنجليزية)
- بدر الدين بوعناني على موقع كووورة